# Amazing Grace: His Greatest Sacred Performances
Amazing Grace: His Greatest Sacred Performances è un album di raccolta del cantante statunitense Elvis Presley, pubblicato nel 1994.

## Tracce

### Disco 1
1. I Believe – 2:03 (Ervin Drake, Irvin Graham, Jimmy Shirl, Al Stillman)
2. (There'll Be) Peace in the Valley (For Me) – 3:20 (Thomas A. Dorsey)
3. Take My Hand, Precious Lord – 3:19 (Thomas A. Dorsey)
4. It Is No Secret (What God Can Do) – 3:54 (Stuart Hamblen)
5. Milky White Way – 2:12 (Landers Coleman)
6. His Hand In Mine – 3:15 (Mosie Lister)
7. I Believe in the Man in the Sky – 2:11 (Richard Howard)
8. He Knows Just What I Need – 2:12 (Mosie Lister)
9. Mansion Over the Hilltop – 2:55 (Ira Stanphill)
10. In My Father's House – 2:03 (Aileene Hanks)
11. Joshua Fit the Battle – 2:39
12. Swing Down Sweet Chariot – 2:32
13. I'm Gonna Walk Dem Golden Stairs – 1:50 (Cully Holt)
14. If We Never Meet Again – 1:58 (Alfred E. Brumley)
15. Known Only to Him – 2:07 (Stuart Hamblen)
16. I'm Working on a Building – 1:52 (Hoyle Bowles)
17. Crying in the Chapel – 2:24 (Artie Glenn)
18. Run On – 2:21
19. How Great Thou Art – 3:00 (Stuart K. Hine)
20. Stand by Me – 2:26
21. Where No One Stands Alone – 2:42 (Mosie Lister)
22. So High – 1:56
23. Farther Along – 4:04
24. By And By – 1:49
25. In the Garden – 3:11 (C. Austin Miles)
26. Somebody Bigger Than You and I – 2:25 (Hy Heath, Sonny Burke, Johnny Lange)
27. Without Him – 2:27 (Mylon LeFevre)
28. If The Lord Wasn't Walking By My Side – 1:36 (Henry Slaughter)
29. Where Could I Go But to the Lord? – 3:36 (J.B. Coats)

### Disco 2
1. We Call on Him – 2:31 (Fred Karger, Sid Wayne, Ben Weisman)
2. You'll Never Walk Alone – 2:43 (Oscar Hammerstein II, Richard Rodgers)
3. Only Believe – 2:47 (Paul Rader)
4. Amazing Grace – 3:34 (John Newton)
5. Miracle of the Rosary – 1:50 (Lee Denson)
6. Lead Me, Guide Me – 2:39 (Doris Akers)
7. He Touched Me – 2:39 (William J. Gaither)
8. I've Got Confidence – 2:20 (Andraé Crouch)
9. An Evening Prayer – 1:54 (C. Gabriel Battersby, Charles H. Gabriel)
10. Seeing Is Believing – 2:53 (Red West, Glen Spreen)
11. A Thing Called Love – 2:23 (Jerry Hubbard)
12. Put Your Hand in the Hand – 3:15 (Gene MacLellan)
13. Reach Out to Jesus – 3:14 (Ralph Carmichael)
14. He Is My Everything – 2:39 (Dallas Frazier)
15. There Is No God But God – 2:17 (Bill Kenny)
16. I, John – 2:15 (William J. Gaither)
17. Bosom of Abraham – 1:35 (W. Johnson, G. McFadden, P. Brooks)
18. Help Me – 2:27 (Larry Gatlin)
19. If That Isn't Love – 3:39 (Dottie Rambo)
20. Why Me Lord – 2:52 (Kris Kristofferson)
21. How Great Thou Art – 3:34 (Stuart K. Hine)
22. I, John – 2:11 (William J. Gaither)
23. Bosom of Abraham – 0:53 (W. Johnson, G. McFadden, P. Brooks)
24. You Better Run – 2:09
25. Lead Me, Guide Me – 2:36 (Doris Akers)
26. Turn Your Eyes Upon Jesus / Nearer, My God, to Thee (medley) – 2:52 (Helen Lemmel / Sarah Flower Adams)